# Prenzlau
Prenzlau – miasto w północno-wschodnich Niemczech, w kraju związkowym Brandenburgia, siedziba powiatu Uckermark i garnizonu Bundeswehry. Leży na Pojezierzu Meklemburskim, nad rzeką Wkrą. Liczy około 20 tys. mieszkańców i zalicza się do średniej wielkości ośrodków Brandenburgii.
W mieście znajduje się stacja kolejowa.

## Toponimia
W średniowieczu nazwa miasta zapisywana była w rozmaitych formach, po raz pierwszy w 1187 w formie przymiotnikowej w wyrażeniu Stephanus Prinzlaviensis, w późniejszych wiekach jako Premizlawe (1237), Primizslaw (1299), Prentslaw (1316), Prempßlaw (1426), Prentzlow (1484). Nazwa ma źródłosłów słowiański, odosobowy, od imienia Przemysław. W języku polskim rekonstruowana jest jako Przęsław lub Przęcław, ew. Przemysław.

## Historia

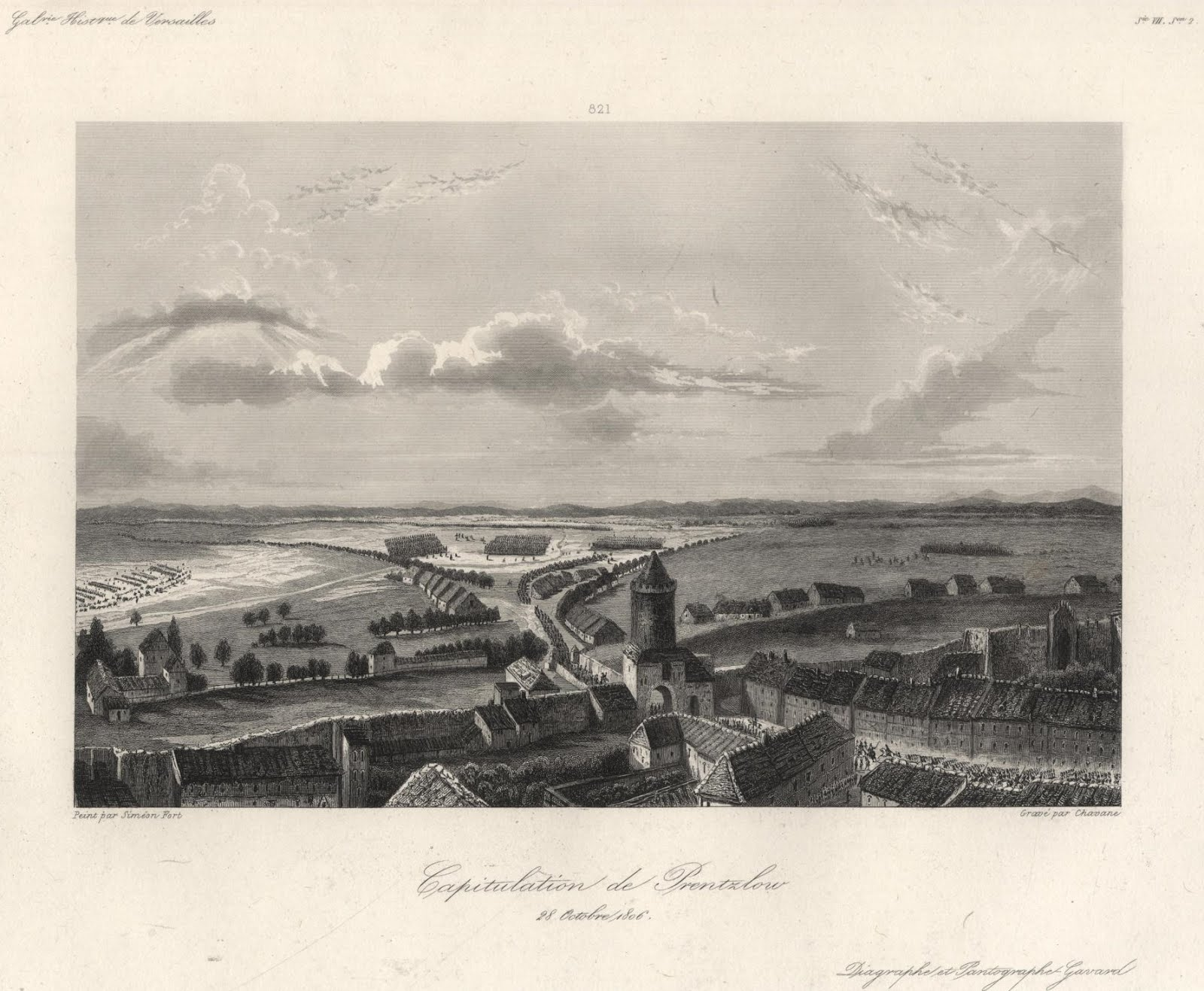
Kapitulacja Prusaków w Prenzlau w 1806 roku

W 1234 książę szczeciński Barnim I nadał Prenzlau prawa miejskie. W 1250 miasto zostało przekazane Marchii Brandenburskiej na mocy traktatu w Landin. W 1275 do Prenzlau przybyli pierwsi dominikanie. W 1320 miasto odzyskał książę szczeciński Otton I. W 1426 na skutek porażki księstwa pomorskiego w wojnie wkrzańskiej Prenzlau przeszło we władanie Brandenburgii. 26 czerwca 1479 podpisany tu został traktat pokojowy pomiędzy Księstwem Pomorskim a Brandenburgią. Miasto znacząco ucierpiało w czasie wojny trzydziestoletniej. W drugiej połowie XVII w. w Prenzlau zaczęli się osiedlać francuscy hugenoci. W 1701 miasto znalazło się w granicach Królestwa Prus. W 1724 został zbudowany nowy ratusz miejski. 28 sierpnia 1806 Francuzi pod wodzą marszałka Joachima Murata zwyciężyli pod Prenzlau armię pruską i okupowali miasto do 1812 nakładając na nie jednocześnie wysoką kontrybucję.
W czasach nazistowskich synagoga dużej gminy żydowskiej, zbudowana w 1832, została zbezczeszczona i zniszczona podczas pogromu listopadowego w 1938, podobnie jak dwa cmentarze żydowskie przy wieży ciśnień w dzisiejszym parku miejskim, których rozbite nagrobki posłużyły jako bruk do utwardzenia nawierzchni ulic. Nowy Cmentarz Żydowski przy Puschkinstrasse 60 został odrestaurowany po 1945. Podczas II wojny światowej w Prenzlau zginęło około 600 osób. Pod koniec kwietnia 1945 około 85 procent centrum Prenzlau zostało zniszczone przez Armię Czerwoną.
Odbudowę zniszczonego centrum miasta rozpoczęto w 1952. W związku z niedoborem mieszkań i małą siłą gospodarczą w latach powojennych budowano głównie budynki prefabrykowane, które cieszyły się dużym zainteresowaniem ludności, w których nadal mieszka wiele ludzi.
Początkowo w centrum gospodarki znajdował się przemysł rolniczy. Ważnymi pracodawcami były takie firmy jak cukrownia, gospodarstwo mleczarskie, młyn zbożowy i browar. Kiedy w 1972 założono Armaturenwerk Prenzlau (AWP), utworzono ponad 1000 nowych miejsc pracy, a firma stała się największym pracodawcą w mieście.
Po 1990 zjednoczenie Niemiec doprowadziło do rozległych wstrząsów we wszystkich obszarach. Pejzaż miasta zmienił się poprzez renowację licznych budynków i ciągów komunikacyjnych; niektórym ulicom nadano nowe nazwy. Dawne koszary z epoki cesarstwa i narodowosocjalistycznego zaadaptowano na budynki administracyjne lub szkolne. Wiele firm musiało zostać zamkniętych, inne znacznie ograniczyły zatrudnienie.
W czasie II wojny światowej znajdował się tu obóz jeniecki Oflag II A.

## Zabytki
- Kościół Najświętszej Maryi Panny – gotycki kościół, zbudowany w XIII i XIV w., zniszczony w trakcie II wojny światowej, odbudowany w latach 1970–1995, współcześnie luterański
- Kościół Trójcy Świętej – dawny kościół franciszkański z XIII w., współcześnie luterański
- Kaplica św. Ducha – kaplica przyszpitalna z XIII w., od 1899 pełniła funkcję muzeum, zniszczona w trakcie II wojny światowej, obecnie w ruinie
- Kościół św. Mikołaja – gotycki kościół, zbudowany w XIII i XIV w.
- Mury miejskie
  - Wieża Środkowa
  - Brama Świecka
- Wieża ciśnień

## Gospodarka
W mieście rozwinął się przemysł metalowy, spożywczy, drzewny oraz elektroniczny.

## Współpraca
Miejscowości partnerskie:
- Świdwin, Polska
- Uster, Szwajcaria

## Galeria

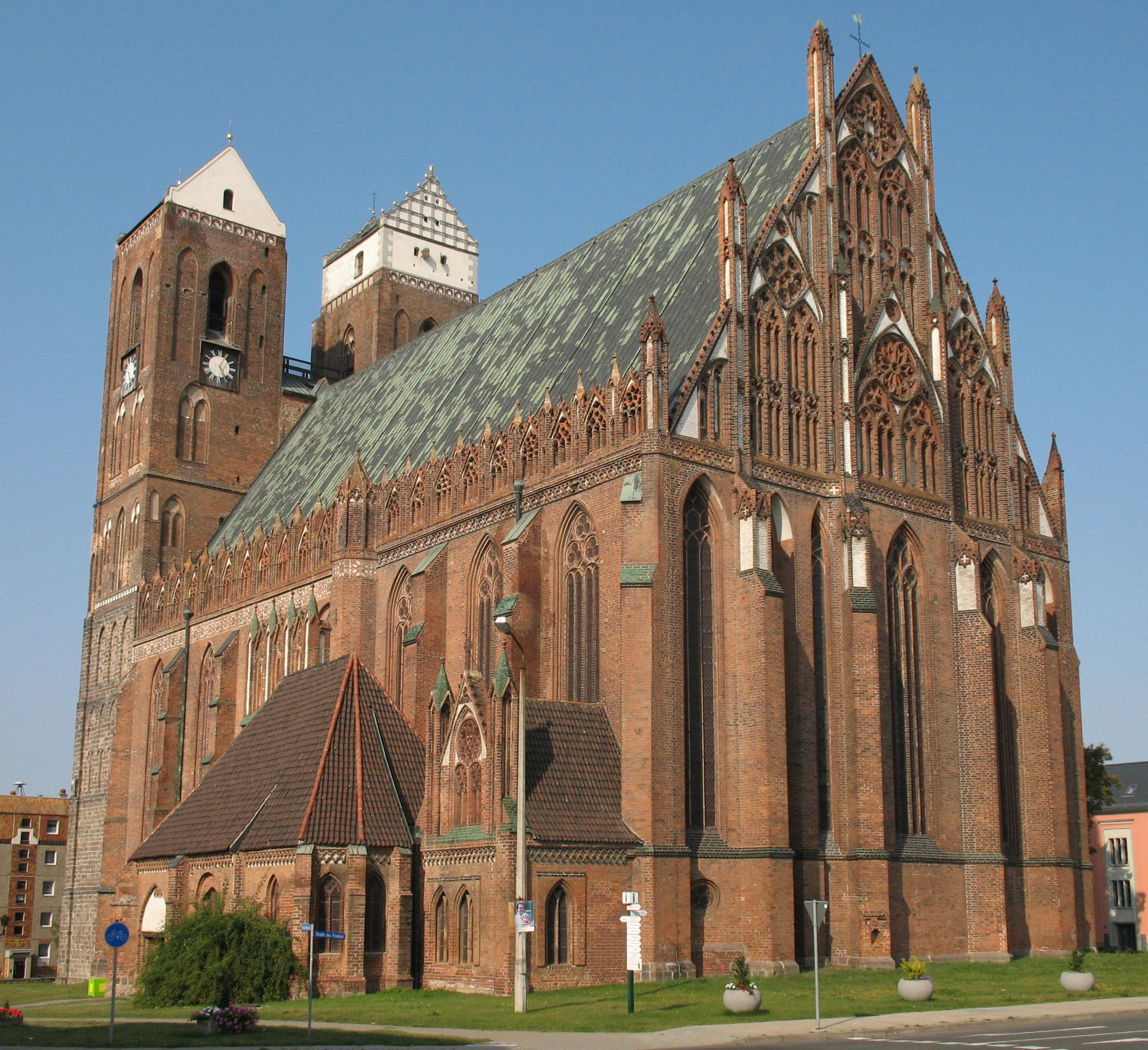
Kościół NMP
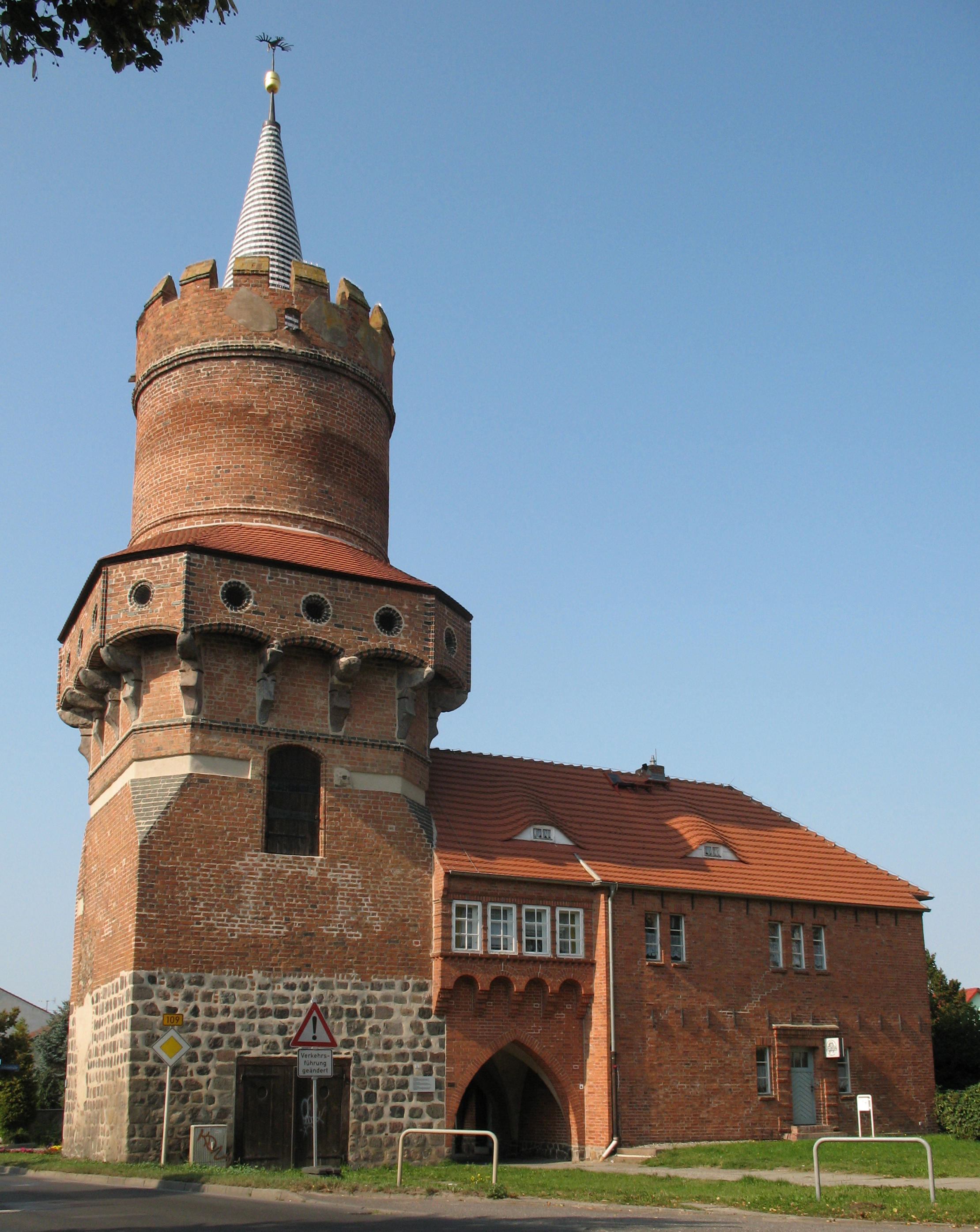
Wieża Środkowa
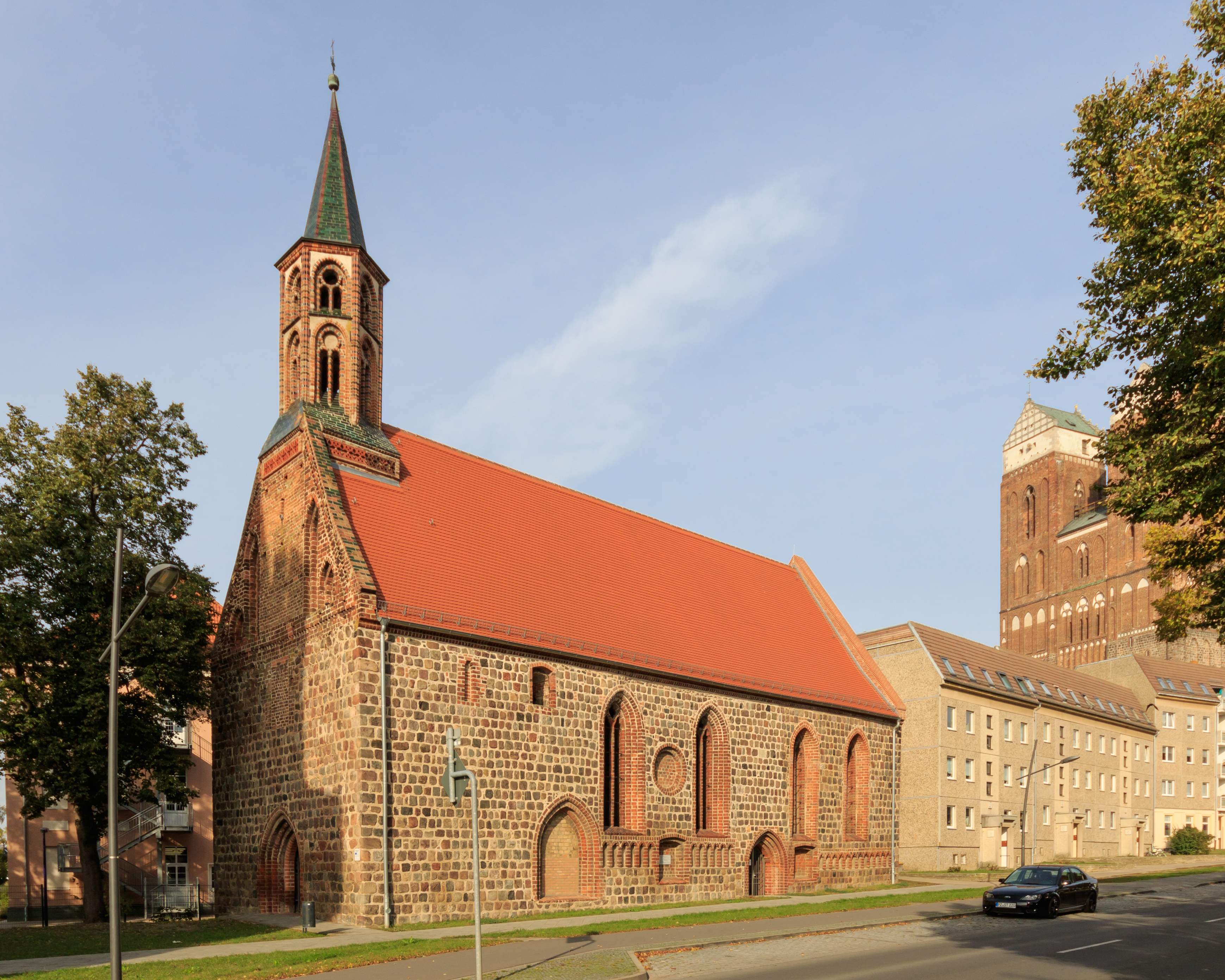
Kaplica Św. Ducha
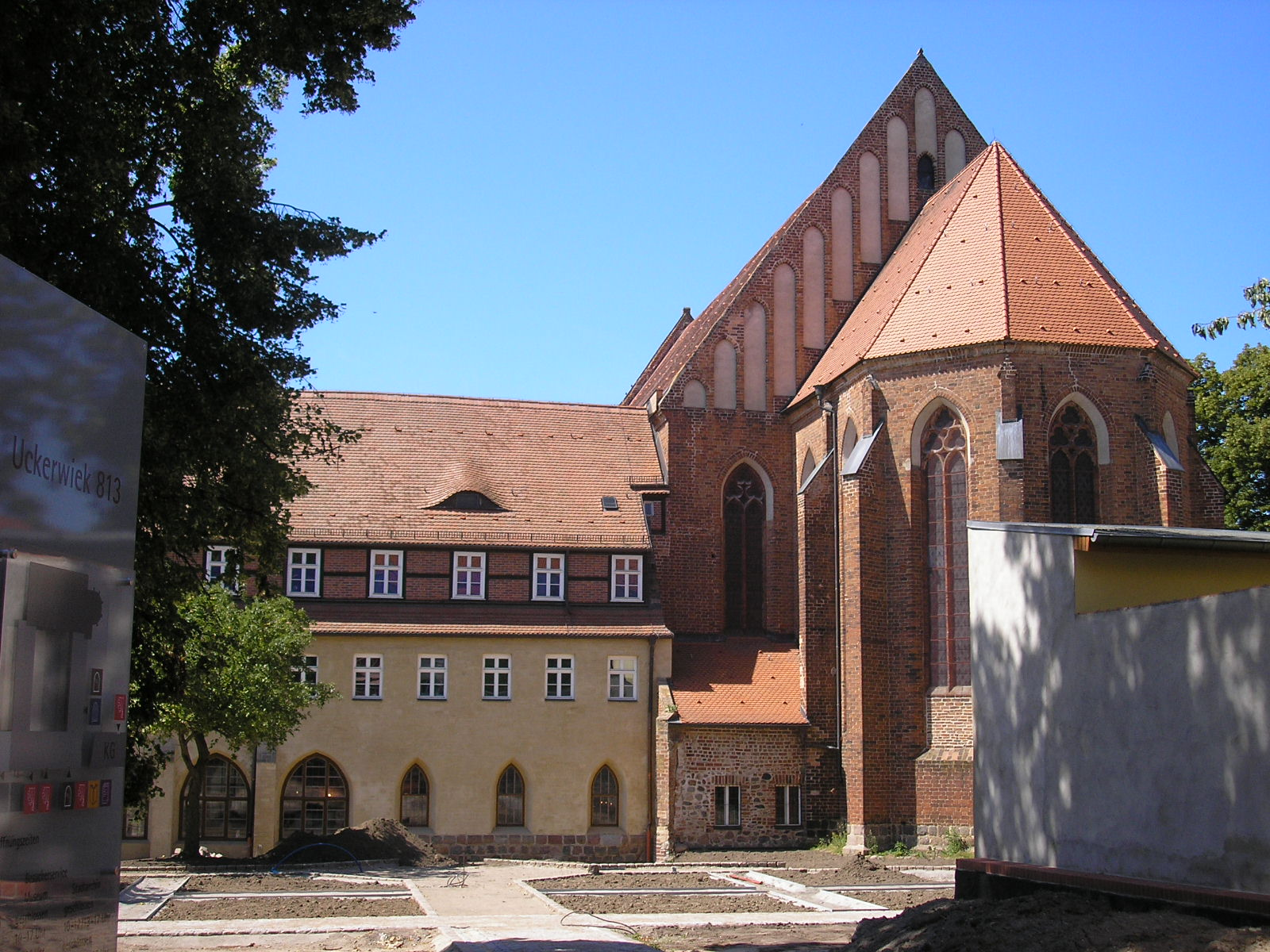
Kościół św. Mikołaja
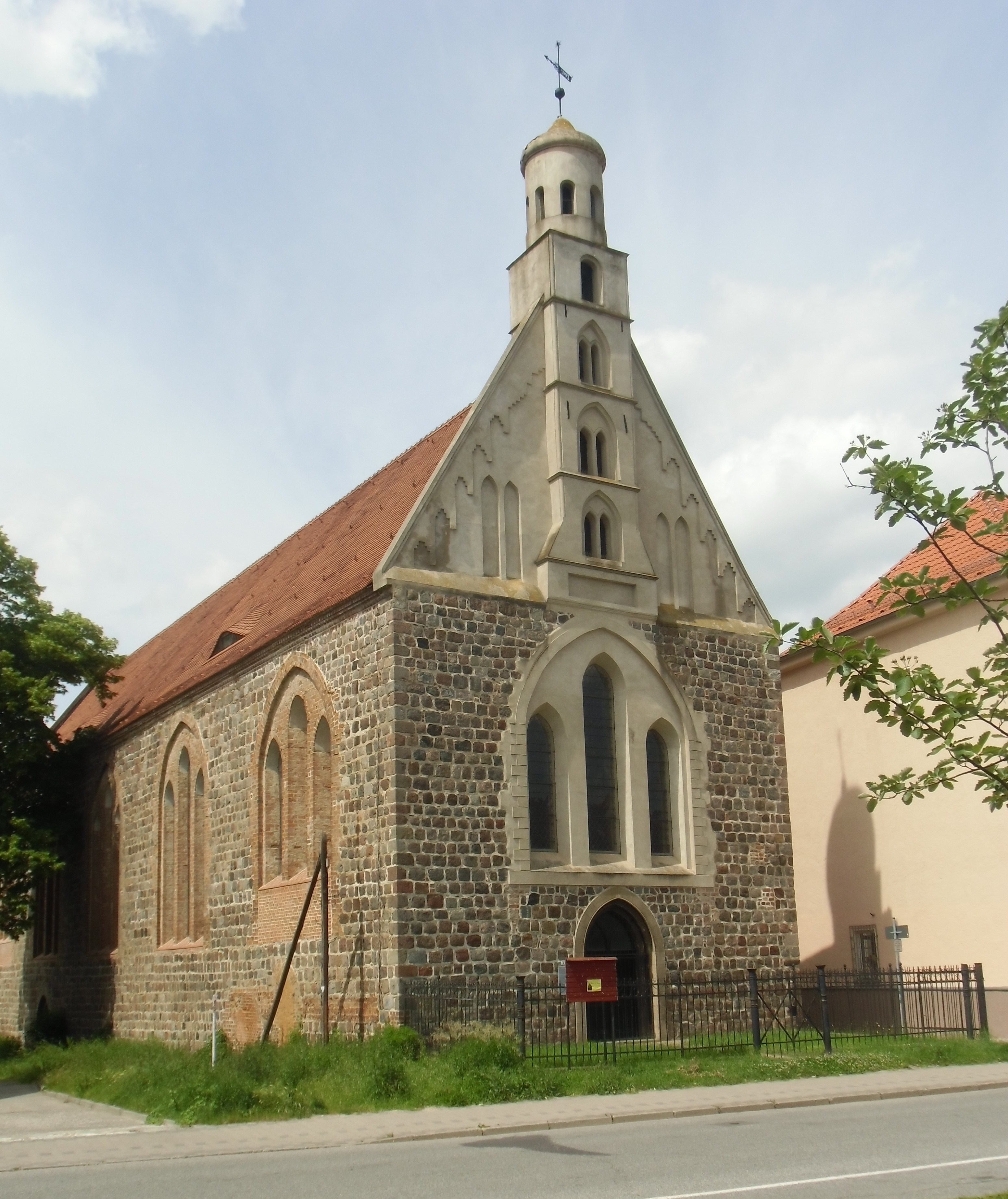
Kościół Trójcy Świętej
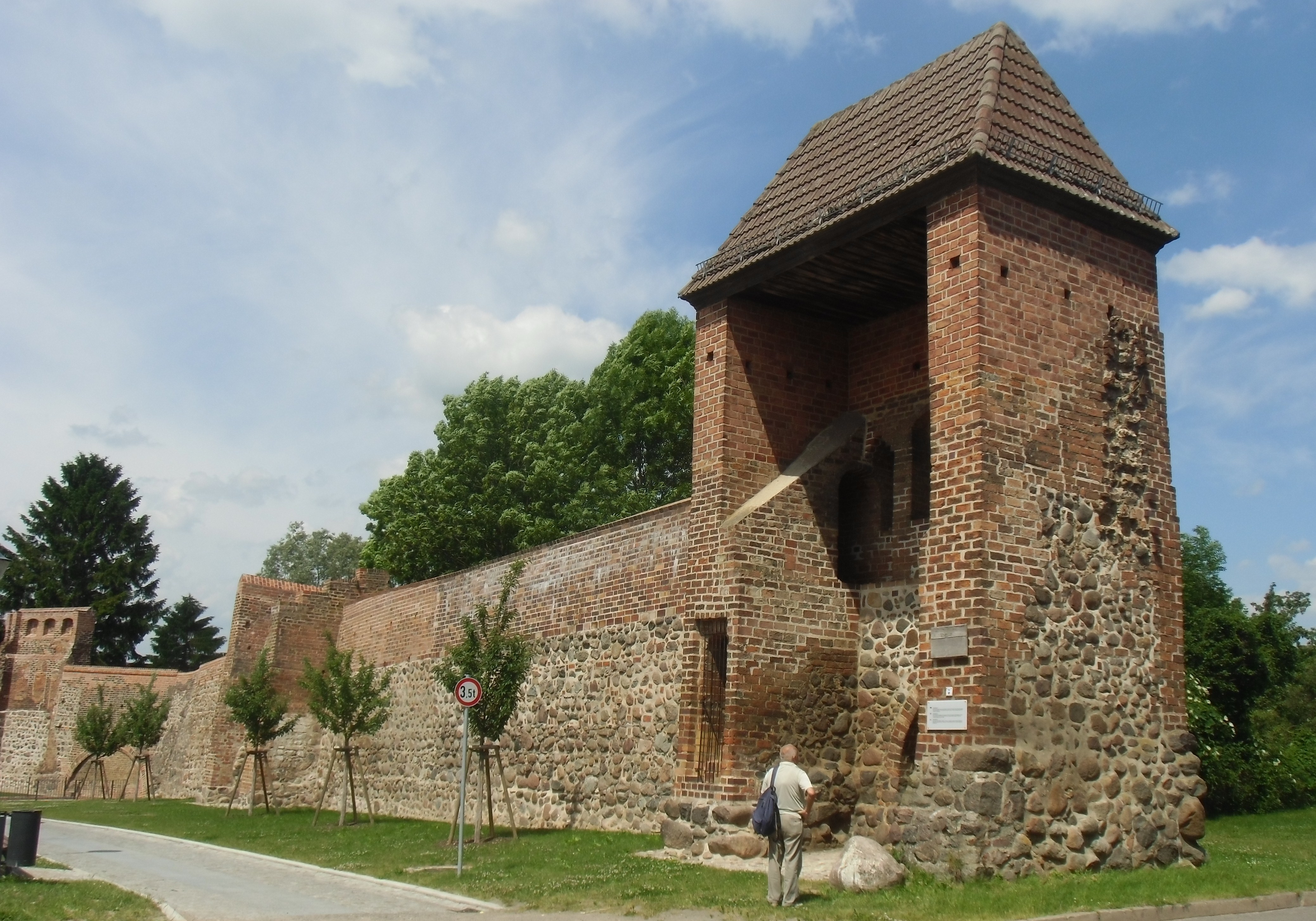
Mury miejskie
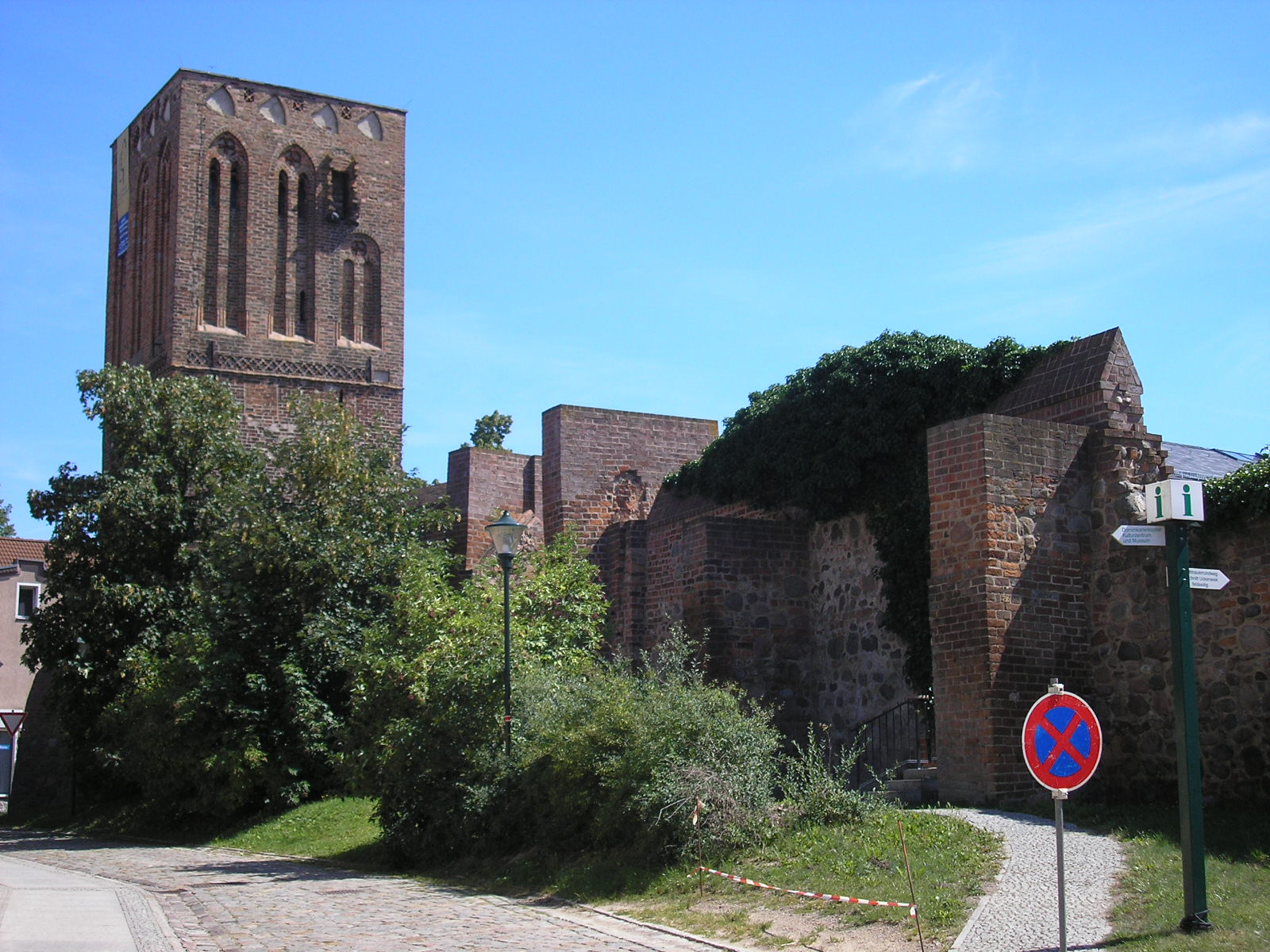
Brama Świecka
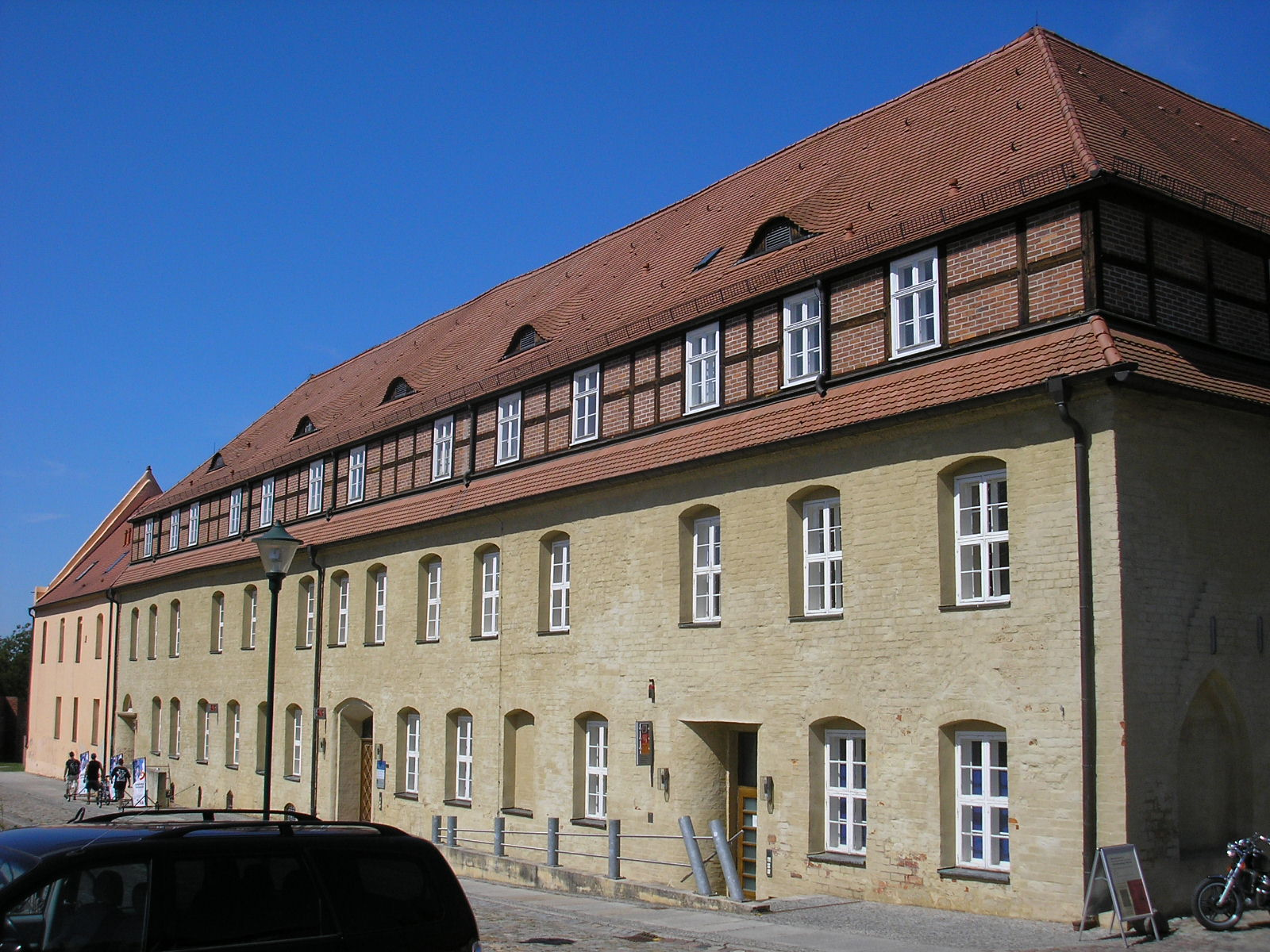
Klasztor Dominikanów
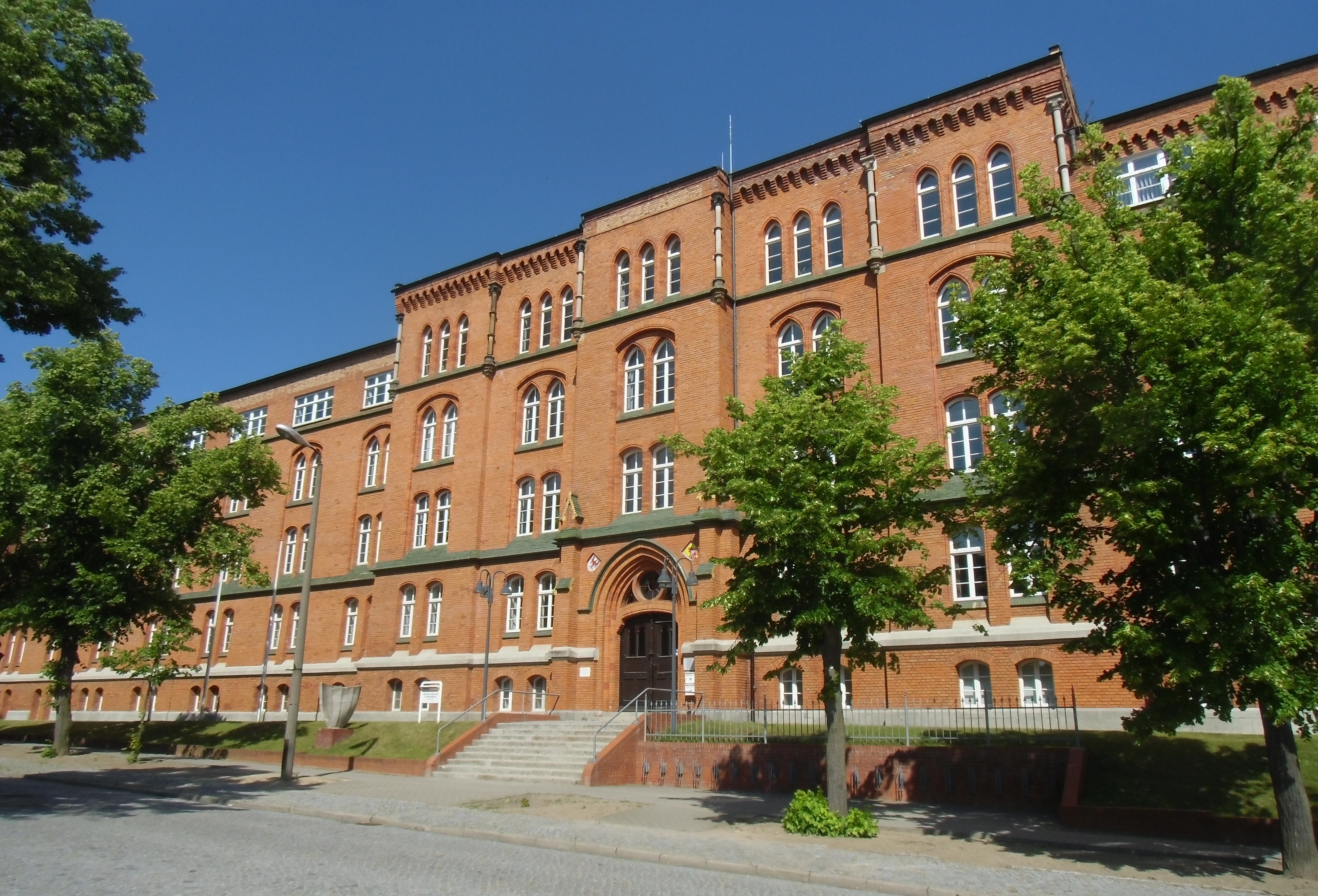
Siedziba władz powiatowych
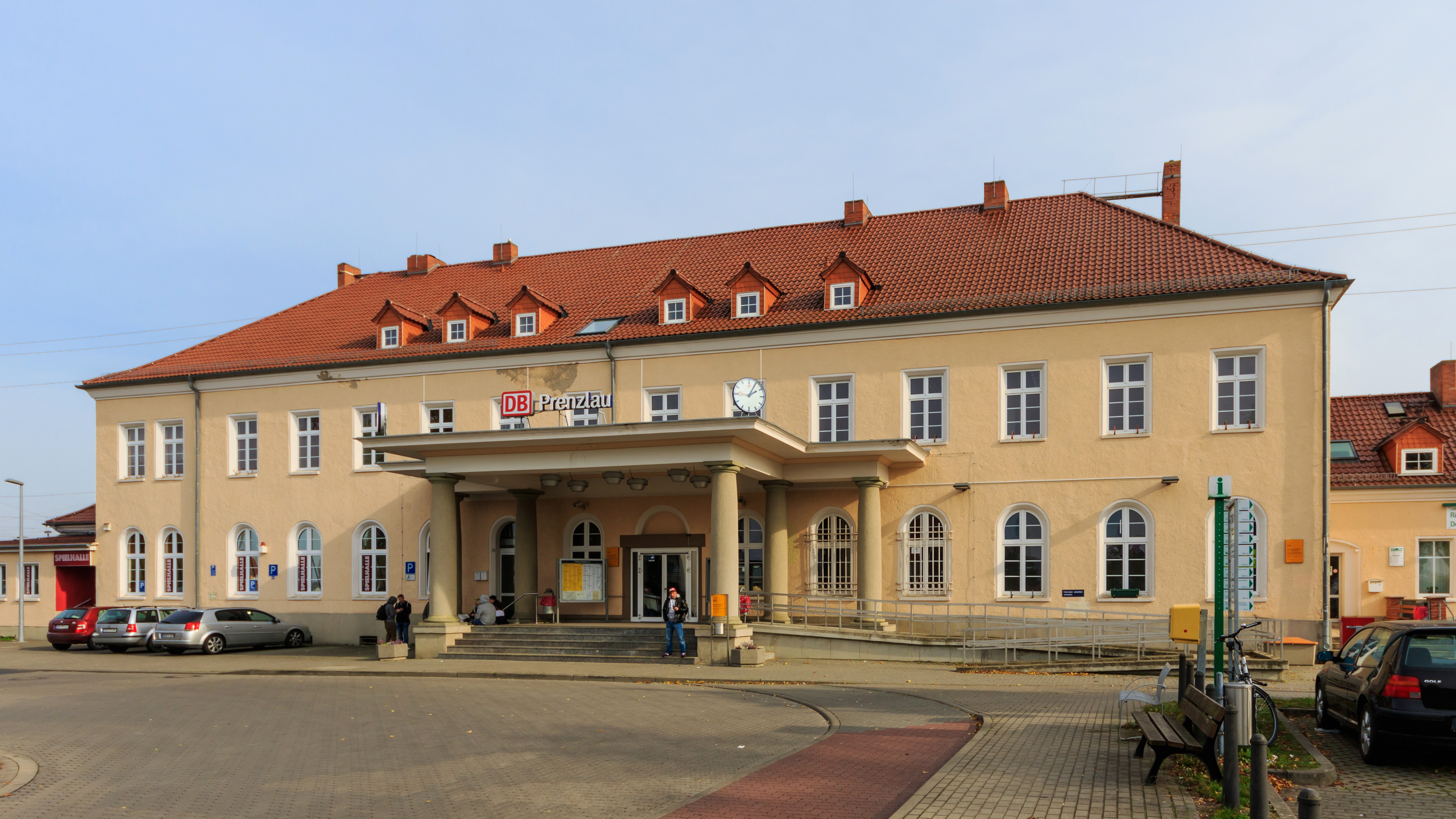
Dworzec kolejowy